# Austropanurgus
Austropanurgus is een geslacht van vliesvleugelige insecten uit de familie Andrenidae

## Soorten
- A. punctatus Toro, 1980